# ژان چارلز بلانپین
ژان چارلز بلانپین (انگلیسی: Jean-Charles Blanpin؛ زادهٔ ۲۹ اکتبر ۱۹۸۹) بازیکن فوتبال است.